# Możejków Wielki

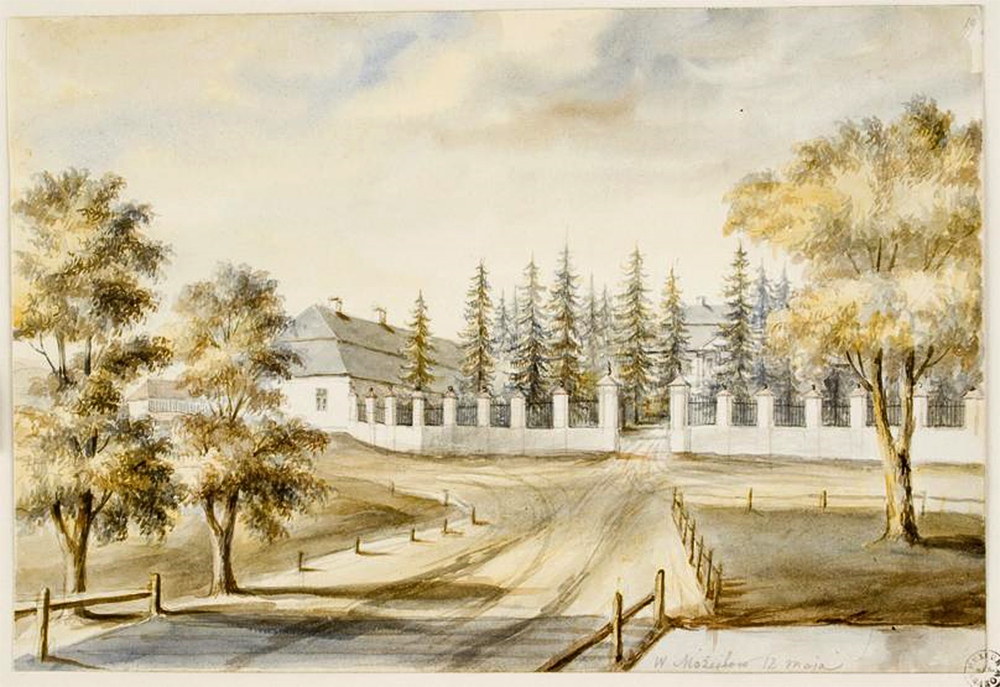
Dwór Chodkiewiczów na rysunku Napoleona Ordy z około 1876 roku

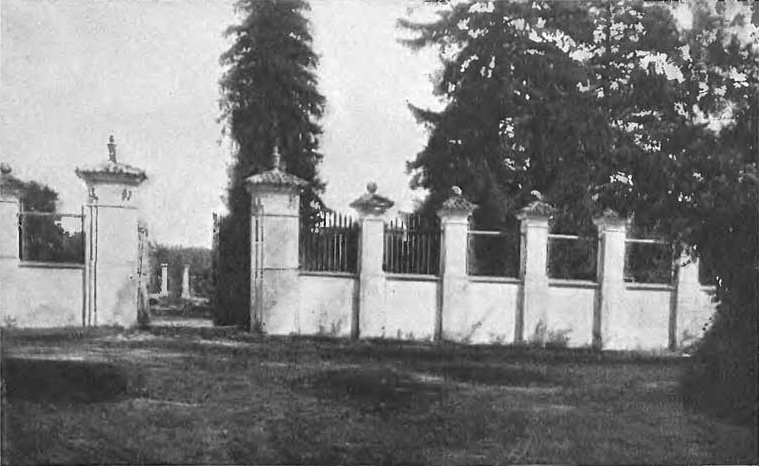
Wjazd do dworu, 1927

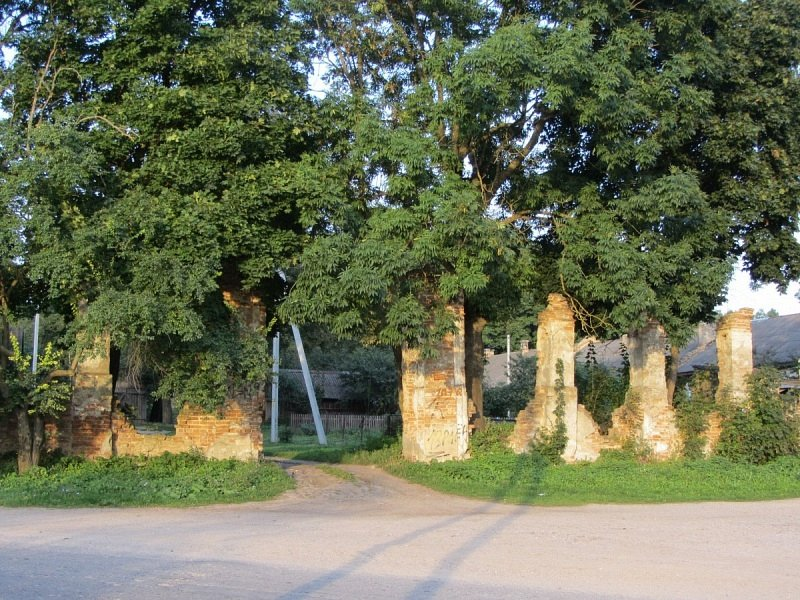
Resztki ogrodzenia, 2014

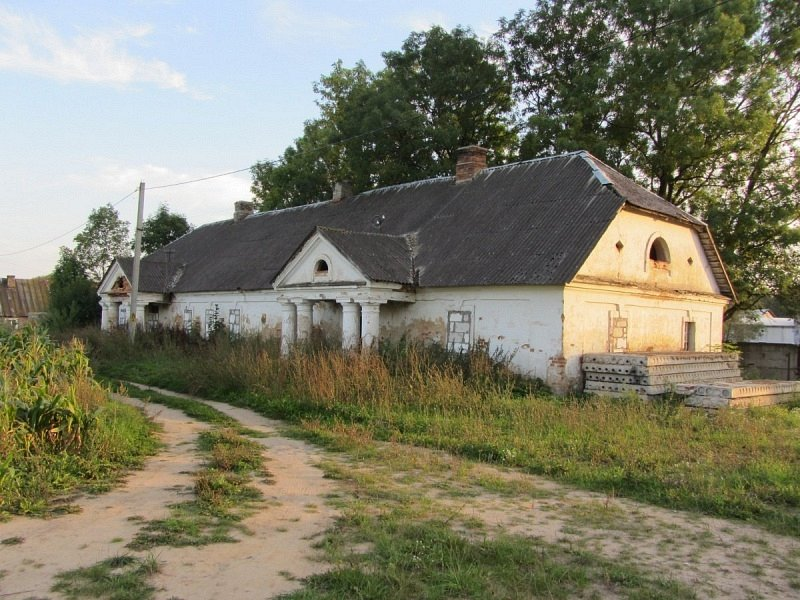
Jedna z oficyn, 2014

Możejków Wielki (biał. Вялікае Мажэйкава; ros. Великое Можейково) – agromiasteczko na Białorusi, w rejonie szczuczyńskim obwodu grodzieńskiego, około 16 km na północny wschód od Szczuczyna.

## Historia
Istnieje kontrowersja co do własności majątku w czasie I Rzeczypospolitej. W Słowniku geograficznym Królestwa Polskiego przypisany jest w XVIII wieku rodzinie Wiśniowieckich, podczas gdy inne dokumenty wskazują na to, że w XVI wieku była to własność namiestnika mozyrskiego Michajła Hanina, któremu, za udział w spisku Glińskiego, król Zygmunt Stary odebrał te ziemie i nadał Iwanowi Tyszkiewiczowi. Wnuczka Iwana, Aleksandra wychodząc około 1569 roku za Aleksandra Chodkiewicza (~1544–1578) wniosła mu Możejków w posagu. Prawdopodobnie do majątku należał wtedy również Możejków Mały. Sto lat później Możejków był w rękach prawnuczki siostry Aleksandra (Anny Chodkiewicz, która wyszła za Pawła Sapiehę), Teodory Aleksandry Sapiehy (1659–1678), która wyszła za Aleksandra Naruszewicza. Przez kolejny wiek majątek był w rękach ich potomków, kolejno: córki, Tekli Marianny Naruszewicz (~1662–1725), która wyszła za Jerzego Karola Chodkiewicza, ich syna, Jana Karola Chodkiewicza (1686–1712), żonatego z Cecylią Zofią Sapieżanką (1688–1762) i ich syna, Adama Tadeusza Chodkiewicza (1711–1745), żonatego z Ewą Czapską (1715–1769). 
Około 1826 roku Wielki Możejków nabył Karol Rafał Grabowski (1778–1857), po którym dziedziczył jego syn Stanisław. Ponieważ zmarł bezżennie i bezpotomnie, tę część majątku (liczącego przed podziałem 6000 ha), gdzie był dwór i folwark, odziedziczyło w 1923 roku troje dzieci siostry Stanisława, Franciszki Wereszczakowej. Jeden z nich, Michał Wereszczaka (~1870–1958) był ostatnim dziedzicem Możejkowa Wielkiego do 1939 roku.
Po III rozbiorze Polski w 1795 roku Możejków, wcześniej należący do powiatu lidzkiego województwa wileńskiego Rzeczypospolitej, znalazł się na terenie ujezdu lidzkiego guberni wileńskiej Imperium Rosyjskiego. Po ustabilizowaniu się granicy polsko-radzieckiej w 1921 roku Możejków Wielki wrócił do Polski, znalazł się w gminie Lebioda w powiecie lidzkim województwa nowogródzkiego. 29 maja 1929 roku gmina weszła w skład nowo utworzonego powiatu szczuczyńskiego w tymże województwie. Od 1945 roku – w ZSRR, od 1991 roku – na terenie Republiki Białorusi.
W kwietniu 1944 roku patrol Armii Krajowej należący do oddziału dowodzonego przez Anatola Radziwonika „Olecha” dwukrotnie rozbił stacjonujący w majątku posterunek żandarmerii niemieckiej i policji białoruskiej, a w maju tego roku jego pluton rozbił oddziały niemieckie w zasadzce koło wsi Możejków Wielki. 
Liczba ludności Możejkowa Wielkiego kształtowała się następująco:
- 1863 – 67 dusz rewizyjnych
- 1921 – 202[8]
- 1999 – 802
- 2009 – 672[9].

## Nieistniejący dwór
Zarówno o dacie budowy (prawdopodobnie pierwsza połowa XVIII wieku), jak i wyglądzie dworu (znanego jedynie z rysunku Napoleona Ordy z około 1876 roku) prawie nic nie wiadomo. Dwór był zbudowany na planie prostokąta, miał wysoką podmurówkę i wysoki, łamany dach, pokryty gontami. Główne wejście stanowił czterokolumnowy portyk z trójkątnym szczytem, na tyle głęboki, że pod jego dach mógł zajechać pojazd.
Dwór z całą zawartością spłonął w 1915 roku, pozostały ruiny niektórych zabudowań gospodarczych i resztki parku. Dwa budynki ocalałe po 1915 roku, stojące niegdyś po obu stronach paradnego dziedzińca były również zbudowane na planach długich prostokątów, parterowymi, z łamanymi dachami. Według miejscowej tradycji w budynkach tych mieszkała niegdyś chorągiew pancerna Chodkiewiczów. Środek każdego z nich był pomieszczeniem dla 20 koni, a w skrzydłach były izby dla oficerów. W XIX wieku budynki te przerobiono na oficyny. Lewa oficyna spłonęła po 1920 roku. Michał Wereszczaka mieszkał więc w prawej z nich.
Przed dworem i oficynami był wielki kwadratowy dziedziniec, którego znaczną część zajmował gazon obsadzony od połowy XIX wieku sosnami. Aleja wjazdowa do dworu była obsadzona srebrzystymi wierzbami.
II wojnę światową przetrwały resztki parku, który kiedyś zajmował 10 ha, a jego centralna część, za dworem, była regularna i ściśle symetryczna, miała ona kształt prostokąta o głównej osi skierowanej na wschód. Park powstał prawdopodobnie w 1787 roku. W ogrodzie były altany, aleje i szpalery grabowe, gazony, ławeczki. Na zachodnim końcu osi stała kaplica pochodząca prawdopodobnie z XVIII wieku, odrestaurowana na początku XX wieku przez Stanisława Grabowskiego według planów Tadeusza Rostworowskiego. Park był otoczony z trzech stron sadem owocowym w pasie o szerokości 40 m. Dalej stał domek ogrodnika, oranżeria, lodownia i psiarnia. Za prawą oficyną były inspekty, a jeszcze dalej lamus, folwark, browar. Do dziś zachowały się ruiny kilku zabudowań gospodarczych.
Park jest historyczno-kulturalnym zabytkiem Białorusi o numerze w rejestrze zabytków 412Г000620.
Majątek Możejków Wielki został opisany w 4. tomie Dziejów rezydencji na dawnych kresach Rzeczypospolitej Romana Aftanazego.